# HMS Nigeria (1939)
HMS Nigeria (60) (Корабль Его Величества «Нигерия») — британский лёгкий крейсер, принадлежавший к первой серии крейсеров типа «Краун Колони». Заказан в 1937 году верфи Vickers-Armstrong в Ньюкасле, заложен 8 февраля 1938 года. Спущен на воду 18 июля 1939 года, вошёл в строй 30 сентября 1940 года.
29 августа 1957 года крейсер вошёл в состав ВМС Индии под названием «Майсур» (англ. INS Mysore).

## История службы
После вступления в строй крейсер перешёл в Скапа-Флоу на Оркнейских островах, войдя в состав 10-й крейсерской эскадры. После чего в октябре — ноябре 1940 года выполнял операции по прикрытию прибрежных конвоев у северо-западных подходов, базируясь в Плимуте.
26 декабря 1940 года Нигерия вышла вместе с линейным крейсером Repulse для прикрытия конвоев в Атлантике, после того как войсковой конвой WS5A был атакован немецким тяжёлым крейсером Адмирал Хиппер.
6 февраля 1941 года крейсер вышел в составе океанского эскорта, прикрывая постановку минных заграждений у Северного барража (Operation SN7A), после окончания которой ушёл вместе с линкором Nelson в патрулирование у берегов Исландии. 17 февраля прикрывал очередную постановку мин на северном барраже (Operation SN7B/68A).

### Рейд на Лофотены
В начале марта крейсер составил эскорт десантных судов в рейде на Лофотенские острова и их последующей эвакуации (Operation Claymore). Крейсер Edinburgh осуществлял дальнее прикрытие.
8 марта вышел в Северное море на поиски немецкий кораблей, которые по сообщениям прорвались туда для атаки союзных конвоев.
11 марта — прикрытие очередной минной постановки (Operation SN68B).
17 марта вместе с линкором Nelson вышел к берегам Исландии на поиски немецких линкоров Шарнхорст и Гнейзенау, прорвавшихся в Атлантику.
26 марта вышел на патрулирование в Датский пролив совместно с систершипом Fiji для перехвата немецких торговых рейдеров. 28 марта присоединился к линкору King George V и двум другим крейсерам в поисках немецкого карманного линкора Адмирал Шеер, шедшего в Киль. Противник так и не был найден.
30 марта вместе с Fiji вышел на соединение с линейным крейсером Hood для прикрытия конвойных маршрутов Великобритания — Гибралтар от атак немецких кораблей (Operation SN9B). После чего крейсер оставался у северо-западных подходов.

### Потопление Лауенбурга
28 июня Нигерия совместно с эсминцами Bedouin, Tartar и Jupiter в условиях тумана захватили северо-восточнее острова Ян-Майен на позиции 73°02′ с. ш. 03°13′ з. д. немецкое метеорологическое судно Lauenburg. Судно было обнаружено при помощи huff-duff и обстреляно, после чего экипаж в спешке покинул его. С эсминца Tartar была высажена десантная партия, которой удалось захватить шифровальную машину Энигма и шифровальные коды, после чего немецкое судно было затоплено.
25 июля выходил вместе с крейсером Aurora и эсминцами Punjabi и Tartar, в роли возможных, по необходимости, топливозаправщиков кораблей эскорта Русского конвоя.

### Эвакуация с острова Медвежий
1 августа крейсер участвовал в операции по уничтожению метеорологической станции на острове Медвежий и эвакуации с острова норвежских граждан.

### Эвакуация со Шпицбергена
19 августа совместно с крейсером Aurora эскортировал лайнер Empress of Australia с канадскими коммандос на борту во время рейда на Шпицберген (операция Gauntlet). 23 августа он поддерживал огнём высадку десантных сил и помогал в уничтожении угледобывающего оборудования на острове. Принял на борт в Баренцбурге советских шахтёров, доставив их 24 августа в Архангельск, после чего вернулся на остров в Лонгйир, где забрал норвежское население острова. 1 сентября крейсера с пассажирами на борту, сопровождая угольщики, отплыли в Скапа-Флоу.

### Потопление Бремзе
7 сентября во время патрулирования у берегов Норвегии совместно с крейсером Aurora Нигерия перехватила у Porshanger фьорда маленький немецкий конвой из двух транспортов. В условиях плохой погоды крейсера потопили немецкий учебный корабль Бремзе, но транспортам удалось уйти. В ходе боя Нигерия получила повреждения носовой части. По послевоенному анализу было предположено, что крейсер подорвался на мине.
После этого боя крейсер встал на ремонт на коммерческой верфи Тайна, в ходе которого на корабле был установлен радар управления огнём главной артиллерии Type 284. 25 декабря после испытаний он встал для доработки ремонтных работ. В январе 1942 года крейсер вернулся в состав 10-й эскадры крейсеров, став её флагманским кораблём.
8 января 1942 года Нигерия вышла, сопровождая конвой PQ-8, следующий из Исландии в Мурманск. 17 января она прибыла туда и осталась, чтобы сопровождать будущие конвои в районе между островом Медвежий и Кольским заливом.

### Базирование в Мурманске
В феврале крейсер из Мурманска вместе с эсминцами Faulknor и Intrepid выходил на встречу с конвоем PQ-9/10, соединившись с ним 5 февраля, и сопровождая его до 8 февраля. С 13 по 15 февраля крейсер прикрывал обратный конвой QP-7. 22 февраля совместно с советскими эсминцами сопровождал конвой PQ-11 на его финальной стадии прохождения.
Со 2 по 7 марта крейсер участвовал в составе ближнего прикрытия обратного конвоя QP-8.
С 22 марта крейсер в составе Флота Метрополии участвовал в прикрытии пары конвоев: PQ-13 и обратного QP-9.
5 апреля крейсер сопровождал линкор King George V из Розайта в Скапа-Флоу, где тот соединился с флотом.
10 апреля Нигерия совместно с линкорами King George V и Duke of York, авианосцем Victorious и тяжёлым крейсером Kent образовали Соединение дальнего прикрытия, сопровождающее очередную пару конвоев: PQ-14 и обратного QP-10. 11 апреля крейсер оставил Соединение.
28 апреля крейсер вышел в составе эскорта конвоя PQ-15. 1 мая он покинул его и присоединился к обратному конвою QP-11, после того, как из состава его прикрытия был потоплен крейсер Edinburgh.
13 мая Нигерия с линкором Duke of York, авианосцем Victorious и крейсерами Kent, Liverpool, London и Norfolk образовала Соединение, которое должно было встретить и сопроводить следующий в Великобританию из СССР повреждённый крейсер Trinidad, однако последний 15 мая на переходе был потоплен немецкой авиацией. Соединение прикрытия отправилось домой также под воздушными атаками противника.
С 23 по 28 мая Нигерия совместно с крейсерами Kent, Liverpool и Norfolkи эсминцами Marne, Onslow и Oribi составляла крейсерское прикрытие очередной пары конвоев: PQ-16 и обратного QP-12.
С 30 июня крейсер совместно с линкором Duke of York, американским линкором Washington, авианосцем Victorious и крейсером Cumberland составлял дальнее прикрытие печально знаменитого конвоя PQ-17. Корабли оставались с ним до 4 июля, позже приступив к прикрытию обратного конвоя QP-13. После прибытия последнего 7 июля в Рейкьявик, Нигерия вернулась в воды метрополии.

### Операция Пьедестал
2 августа Нигерия совместно с линкором Nelson, авианосцем Victorious, крейсерами Kenya, Manchester и Cairo, вышли из Англии в качестве сопровождения войскового конвоя WS21S на Мальту (операция Pedestal). 10 августа в Гибралтаре Нигерия, крейсера Kenya, Manchester и Cairo, а также 12 эсминцев образовали Соединение «X», которое должно было сопроводить конвой непосредственно на Мальту. С 11 августа на конвой начались атаки авиации и подводных лодок Оси.

#### Торпедное попадание
Вечером 12 августа итальянская подводная лодка Axum на позиции 37°26′ с. ш. 10°22′ в. д. попала одной торпедой в левый борт Нигерии. Крейсер получил серьёзные повреждения и в сопровождении 3 эскортных миноносцев Wilton, Bicester и Derwent отправился в Гибралтар, где 15 августа встал на предварительный ремонт.

### Ремонт в США
Весь сентябрь крейсер ремонтировался в Гибралтаре, после чего 7 октября вышел в США для проведения основного ремонта. 23 октября он встал на ремонт на военно-морской верфи Чарльстона. В ходе ремонта было снято авиационное вооружение и проведена подготовка для установки радаров управления зенитным огнём, замены радаров воздушного предупреждения Type 279 на Type 281 и установке радара надводного обнаружения Type 272. Ремонт продолжался целый год и только в сентябре 1943 года крейсер совершил переход в Великобританию, где с октября по декабрь 1943 года были установлены радары и проведены окончательные ремонтные работы.
В январе 1944 года крейсер вернулся на боевую службу в состав 10-й эскадры крейсеров в Скапа-Флоу, защищая конвой у северо-западных подходов.
В марте крейсер совершил переход на Цейлон, куда прибыл 27 марта, войдя в 4-ю крейсерскую эскадру Восточного флота.

### В составе Восточного флота
16 апреля Нигерия участвовала в операции «Кокпит» (Operation Cockpit) — атаке Сабанга Соединением 70 в составе британского авианосца Illustrious и временно приданному Восточному флоту американского Saratoga. Крейсер находился в составе Соединения TF69, прикрывающем авианосцы. Помимо Нигерии, оно состояло из линкоров Queen Elizabeth и Valiant, французского линкора Richelieu, крейсеров Newcastle, Ceylon, Gambia и голландского крейсера Tromp. 21 апреля корабли вернулись в Тринкомали.
6 мая крейсер участвует в прикрытии очередного налёта. На этот раз Сурабайи (Operation Transom). Крейсер вошёл в состав Соединения TF65: линкоры Queen Elizabeth и Valiant, французский линкор Richelieu, крейсер Newcastle и голландский крейсер Tromp. 15 мая корабли заправились в заливе Эксмут в Западной Австралии. 17 мая авианосцы нанесли удар по Сурабайе, а 27 мая корабли вернулись в Тринкомали.
В июне Нигерия выходила в Индийский океан на патрулирование.
В июле крейсер участвовал в операции по обстрелу Сабанга (Operation Crimson), вместе с крейсерами Kenya, Ceylon, Gambia и эсминцами он составлял эскорт линкоров Queen Elizabeth и Valiant, линейного крейсера Renown и французского линкора Richelieu. 25 июля Нигерия отделилась для сопровождения базы подводных лодок Maidstone в переходе во Фримантл, где и провела период август — сентябрь, действуя в Индийском океане.
11 октября Нигерия ушла в Тринкомали. В ноябре 1944 года вошла в 5-ю крейсерскую эскадру Восточного флота, когда был сформирован Тихоокеанский флот Великобритании.
1 декабря вместе с крейсерами Kenya, Newcastle и Phoebe, Нигерия образовала Соединение 61, предназначенное для поддержки Бирманского фронта.
1 января 1945 года Нигерия совместно с эскортным авианосцем Ameer, крейсерами Newcastle и Phoebe и тремя эсминцам обеспечивала высадку 3-й бригады Коммандо на полуостров Akyab (Operation Lightning). Огонь открывать не пришлось, поскольку японцы покинули место высадки.
24 января крейсер на полуострове Akyab приступил к посадке на борт морских пехотинцев, которых предполагалось десантировать на остров Cheduba в Бирме. 26 января он вышел вместе с крейсерами Newcastle и Kenya и эсминцами Paladin и Rapid в составе Соединения TF65, высадив морских пехотинцев на острове Cheduba, южнее острова Ramree (Operation Sankey). 31 января он снова погрузил на борт морских пехотинцев, обстреляв с крейсерами западное побережье острова Ramree.
В феврале крейсер ушёл в Саймонстаун, встав на ремонт, продолжавшийся до мая. 3 мая он ушёл на Цейлон с заходом в Дурбан.
13 мая с эсминцами Roebuck, Racehorse и Redoubt образовал Соединение TF62, призванное усилить TF61 в операциях по перехвату японских эвакуационных сил. 18 мая соединение вернулось в Тринкомали.
В июне крейсер находился в Индийском океане с Восточным флотом.
5 июля Нигерия совместно с эскортными авианосцами Ameer и Emperor и эсминцами Roebuck, Eskimo и Vigilant выполняла прикрытие тральных работ у побережья Малайзии в рамках подготовки к высадке на Малайское побережье (Operation Collie). В ходе прикрытия производились бомбардировки Никобарских островов. 15 июля бомбардировали остров Nancowry.
15 августа крейсер вышел с линкором Nelson и эскортными авианосцами Attacker, Hunter, Shah и Stalker для переброски оккупационных сил в Пенанг. Но высадка не состоялась. 24 августа Нигерия, Shah и Stalker вернулись в Тринкомали для дозаправки.
4 сентября Нигерия совершила переход в Port Swettenham на соединение с крейсерами Ceylon, Cleopatra, Royalist и эскортными авианосцами 21-го авианосного дивизиона. 9 сентября крейсер прикрывал союзную высадку в Port Dickson совместно с линкорами Nelson, Richelieu и крейсерами Ceylon, Cleopatra (Operation Zipper), на чём Вторая мировая война для крейсера закончилась.